# Älvåsgårdarna
Älvåsgårdarna är ett litet bostadsområde i stadsdelen Ren i Bollnäs. Husen är byggda någon gång runt 1990 och ligger bara ett stenkast ifrån älven Ljusnan. Andra närbelägna platser är en kiosk, en skola och en promenadslinga runt ett vattentorn.